# Gianni Pinnizzotto

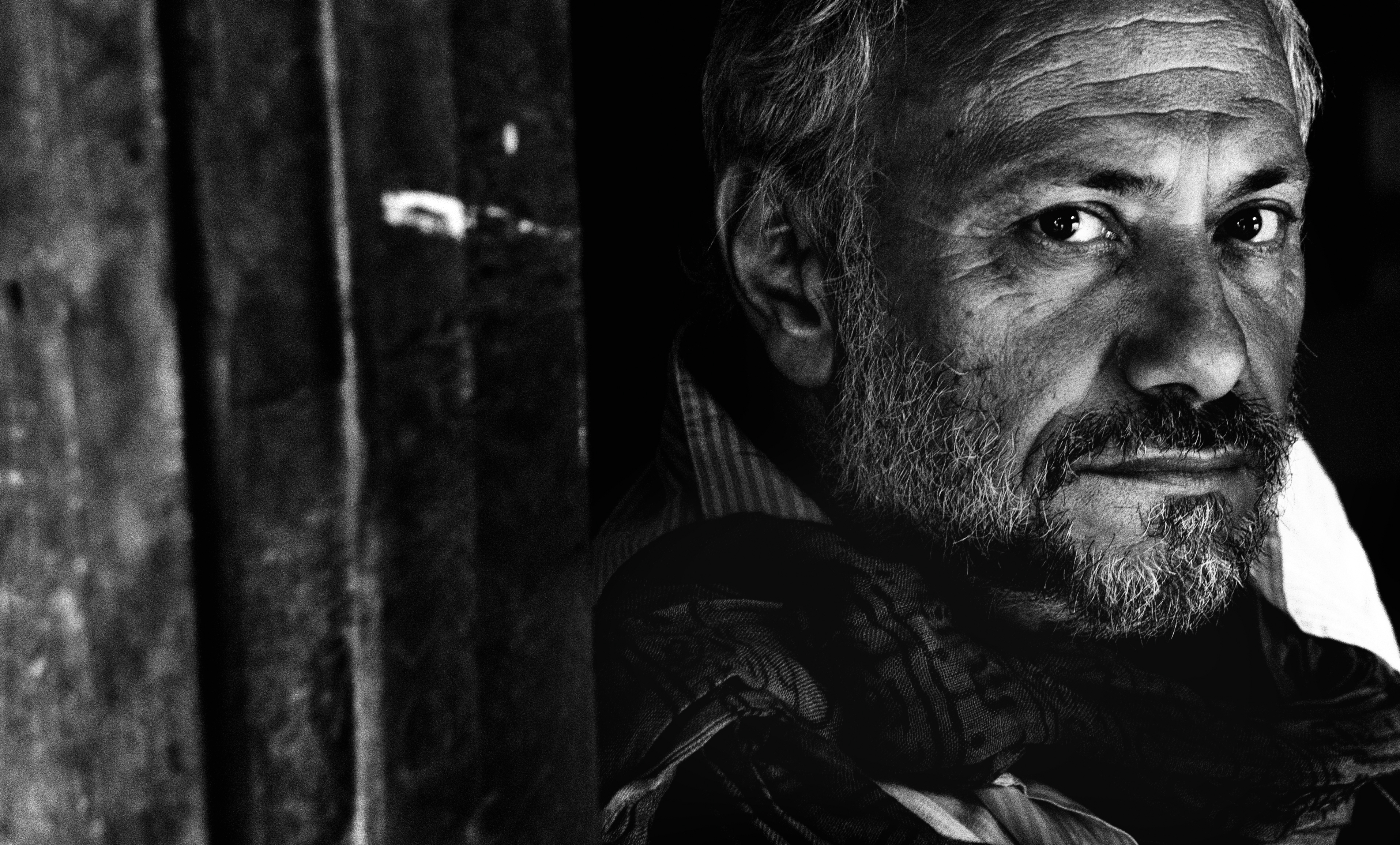
Gianni Pinnizzotto - GRAFFITI

Gianni Pinnizzotto (Roma, 1º gennaio 1952) è un fotografo e giornalista italiano.

## Biografia
Fotoreporter dal 1970 e Giornalista dal 1984, è Presidente dell’Associazione Graffiti aps, Direttore della Scuola di Fotografia Graffiti, dell’Agenzia Fotogiornalistica Graffiti Press e della Casa Editrice Graffiti.
Inizia ad occuparsi di fotografia verso la fine degli anni ‘60, aumentando progressivamente l’interesse per quei frammenti di vita registrati grazie alla luce su di una piccola striscia di pellicola. Comincia a viaggiare, altra sua grande passione, che unita alla fotografia fa di lui naturalmente un fotografo di reportage prima in Italia poi all'estero.
Ha iniziato a collaborare con alcuni dei maggiori quotidiani nazionali (La Repubblica, Il Corriere della Sera, Il Messaggero, L'Unità, Paese Sera, Il Manifesto), con importanti settimanali (L'Europeo, L'Espresso, Panorama, Famiglia Cristiana) e con periodici specializzati nel settore della difesa (Defence Today, Informazioni della Difesa, Flap, Quadrante).
Tra le prime documentazioni di fotoreportage: il terremoto del Friuli nel 1976, il rapimento Moro in Via Mario Fani nel 1978, l’insediamento del Parlamento Europeo a Strasburgo ed il colpo di Stato militare in Turchia nel 1979, il terremoto dell’Irpinia nel 1980 (Il Messaggero), l’attentato a Giovanni Paolo II nel 1981 (TIME-LIFE).
A seguire ha realizzato numerosi reportage (in Albania, Algeria, Argentina, Cambogia, Canada, Cina, Colombia, Cuba, Egitto, Francia, Giordania, Grecia, Gran Bretagna, India, Israele, Irlanda, ex-Jugoslavia, Laos, Libano, Malesia, Marocco, Myanmar, Palestina, Perù, Siria, Somalia, Spagna, Thailandia, Tunisia, Turchia, USA, Vietnam), approfondendo i temi della guerra, della povertà e della ricostruzione nei paesi caratterizzati da situazioni politiche instabili.
Nella sua lunga carriera ha fotografato quattro Papi (Papa Giovanni Paolo I, Papa Giovanni Paolo II, Papa Benedetto XVI e Papa Francesco), diversi capi di Stato italiani ed esteri tra cui: Giovanni Leone, Giuseppe Saragat, Sandro Pertini, Francesco Cossiga, Oscar Luigi Scalfaro, Carlo Azeglio Ciampi, Giorgio Napolitano, Ronald Reagan, Jimmy Carter, François Mitterrand, Jacques Chirac, Hafiz al-Asad, Shimon Peres, Amin Gemayel ecc. e rappresentanti della politica italiana (Pietro Nenni, Enrico Berlinguer, Giovanni Spadolini, Nilde Iotti, Silvio Berlusconi, Amintore Fanfani, Giulio Andreotti ecc.), i Reali di Spagna (Re Juan Carlos I e la Regina Sofia) ed Inghilterra (Regina Elisabetta II e il Principe Filippo di Edimburgo) numerosissime personalità del mondo della finanza, imprenditoria, cultura nazionale ed internazionale.
Dal 1984 ha collaborato con la Presidenza del Consiglio dei Ministri che negli anni gli affiderà vari incarichi tra cui la realizzazione di reportage divulgativi sull'Italia pubblicati sulle riviste “Vita Italiana” e “Italia”, con il Ministero della Difesa e gli Stati maggiori delle varie forze armate che lo vedrà molti anni come fotografo embedded in varie missioni in Italia e all’estero e nelle maggiori esercitazioni Nato. Durante la crisi albanese è stato più volte a Durazzo, Tirana, Kavajë, Valona e in numerosi altri paesini di montagna con i militari italiani per documentare le attività all'interno della Missione Alba 1, Alba 2 e Pellicano. Negli anni successivi è stato embedded con l’aeronautica italiana con la Missione Restore Hope in Somalia sia nella capitale Mogadiscio che a Balad, Jalalassi e Johar, in ex-Jugoslavia per seguire la guerra serbo-croata a Karlovatz.
Nel 1986 collabora ad una ricerca della Caritas Diocesana all'epoca diretta da Monsignor Luigi Di Liegro, sulla condizione dei barboni di Roma. Questo lavoro darà vita ad un libro e alla mostra “Essere barboni oggi a Roma” che sarà inaugurata in Campidoglio, Sala della Protomoteca, ed esposta successivamente alla Maison d’Italie a Parigi e alla Triennale di Fotografia all’Avana. Nel 1987 collabora con il periodico della XII Circoscrizione “N.12”. Sempre più impegnato nel sociale realizza nell'ottobre del 1988 - per conto dell’Assessorato alla Salute della Regione Lazio - un laboratorio di fotografia e una mostra nel difficile quartiere di Roma Corviale da poco edificato allo scopo di favorire l’integrazione e creare un primo nucleo culturale. Dal 1988 segue ininterrottamente la guerra israelo/palestinese, documentando sia la prima che la seconda Intifada puntando soprattutto il suo obiettivo sulle difficoltà di vita del popolo palestinese, tra speranza e disperazione, tra momenti di pace e bombardamenti. Successivamente continua a recarsi regolarmente in Palestina, in Cisgiordania e quando possibile nella Striscia di Gaza dove realizza reportage a Gaza City e West Bank, sui campi profughi, sulla costruzione del muro di separazione, e la continua diminuzione della terra affidata ai palestinesi. Ancora oggi Israele e Palestina sono le tappe preferite per i suoi Workshop Fotografici che organizza per gli allievi della Scuola di Fotografia Graffiti almeno una volta all'anno. Inoltre progetta e realizza laboratori di fotografia a Betlemme presso la sede della Fondazione Giovanni Paolo II con la partecipazione di numerosi allievi provenienti da Betlemme, Gerusalemme, Hebron.
All'inizio degli anni ‘80 realizza vari reportage nel continente americano, sia negli Usa, che in Canada, in Messico e in Colombia, che daranno vita alla Mostra “America Centrale”.
Seguono poi vari reportage sociali in India, a Cuba (dove espone alla triennale di fotografia al Morro dell’Avana e tiene alcune conferenze nell'Università della capitale), in Albania, in Somalia, ex Jugoslavia, Siria, Giordania e Libano per documentare tutti gli aspetti della situazione civile e militare nelle diverse condizioni di regime, guerra, occupazione, miseria, campi profughi. Continua a viaggiare per realizzare reportage a carattere sociale. Torna più volte in India, Myanmar e Cambogia, si reca in Iran, Vietnam, Laos, Malesia e in Thailandia dove realizza il reportage HIV Thailandia, sulle drammatiche condizioni di vita dei malati terminali di AIDS.
Negli anni ottanta inizia la collaborazione con l’ARCI che gli affida la progettazione, realizzazione e direzione del Laboratorio di Comunicazione per i media dell’Assessorato alla Cultura della Provincia di Roma, formando nel corso degli anni più di 1.000 allievi, producendo il magazine MONOGRAPH di cui è stato ideatore e direttore responsabile. Nello stesso periodo fonda l’Agenzia Fotogiornalistica Graffiti Press, a cui imprime uno spiccato taglio sul sociale. I suoi fotografi hanno documentato l’evoluzione della società italiana dalla prima repubblica ad oggi, in ambito sociale, politico, culturale, sportivo e dello spettacolo. Molti giovani fotoreporter hanno trovato in questa agenzia l’occasione per farsi conoscere e affermarsi nel difficile mondo del fotogiornalismo. Particolare attenzione la Graffiti Press ha dato in questi anni alle realtà ed ai conflitti mediorientali. Nel 2002 l’Agenzia fotogiornalistica Graffiti Press vince il World Press Photo con una fotografia tratta da un lungo reportage sul popolo Rom, realizzata da Pietro Di Giambattista.
Dal 1987 ha seguito per il CONI varie edizioni dei Giochi del Mediterraneo, le Olimpiadi dei paesi del Mediterraneo, in Siria, Grecia, Tunisia, Italia. Nel 1989 partecipa con la mostra ed il libro Le qualità della vita al Sicof di Milano - XIII Salone Internazionale di Fotografia – Sezione Culturale nella veste di Direttore Artistico, occasione in cui ha modo di conoscere i famosi Maestri Mario Giacomelli e Gianni Berengo Gardin, oltre a Lanfranco Colombo, Giuliana Traverso, Mauro Galligani e i famosi critici fotografici Giuliana Scimè e Wladimiro Settimelli.
Parallelamente alla sua attività di fotoreporter e giornalista, ha sviluppato negli anni il desiderio di trasmettere ai giovani la sua passione e l’esperienza professionale acquisita. Una vocazione che lo ha condotto a dedicarsi via via sempre più all'insegnamento della fotografia.
Nel 1990 ha fondato l’Associazione - Scuola di Fotografia Graffiti, con sede a Roma, formando in tutti questi anni oltre 5.000 allievi e facendola diventare, oggi, un’eccellenza e un punto di riferimento per lo studio della fotografia. Da circa trenta anni ha progettato e diretto corsi e master di vario livello, seminari e workshop per la formazione di fotografi dilettanti, professionisti, appassionati e futuri fotogiornalisti. Completa i suoi corsi curando workshop e reportage sia in Italia che all'estero, offrendo a chi partecipa la possibilità di unire alla passione per la fotografia quella del viaggio. Dal 2001 attiva la collaborazione con il prestigioso Museo Nazionale Preistorico Etnografico "Luigi Pigorini" di Roma, oggi Museo della Civiltà, presso il quale sono state esposte, tra le altre, le mostre: “Lavoro e immigrazione in positivo”, “INDIA – Impatti visivi”, “Uno sguardo sulle strade dell’Asia”, “Jazz – Black Music”, “Kumbha Mela – Il viaggio dell’Anima”, “Perú – tan lejos, tan cerca” – “Unusual Visions”; “IMAGO”. Tutte le immagini sono state acquisite dal fondo fotografico del Museo.
Nel 2004 fonda la Casa Editrice GRAFFITI. Questa nuova scommessa professionale nasce dalla profonda convinzione che in Italia mancava un reale spazio d’incontro tra fotografi emergenti e una casa editrice in grado di accoglierli, selezionarli e pubblicarli. Anche questa nuova tappa è stata caratterizzata dall'obiettivo di pubblicare solo prodotti di qualità. Una delle prerogative è quella di seguire il prodotto in tutte le sue fasi, curandone ogni singolo aspetto: la scelta delle foto, la selezione, il camminamento, l’editing, la postproduzione delle immagini, la grafica, l’impaginazione, fino alla stampa tipografica ed alla promozione. Tra i trentuno libri ad oggi pubblicati, molti hanno vinto prestigiosi premi nazionali ed internazionali.
Sempre nel 2004 dirige un progetto sull'immigrazione a Roma per il Comune che vedrà il momento conclusivo con l’esposizione della mostra “Nell’oltre, nell’altro, nell’altrove - Immigrazione e Religione a Roma” alla presenza dell’allora Sindaco Walter Veltroni. Nel 2005 inizia una collaborazione con il Centro Astalli di Roma, la sede italiana del Servizio dei Gesuiti per i Rifugiati e con la rivista “Incontri”. Dal 2006 Inizia la collaborazione con La Feltrinelli per presentare i libri editi dalla Casa Editrice Graffiti nelle librerie di Roma e Napoli. Nel 2007 viene invitato dall'Istituto Italiano di Cultura di Buenos Aires ad esporre presso il Centro Borges la mostra Immigrazione e Religione a Roma. Viene chiamato a realizzare il calendario per l’anno 2008 dal Ministero delle Politiche Sociali con il quale vincerà nello stesso anno il primo premio come miglior calendario istituzionale.
Dal 2010 inizia ad insegnare per la Regione Lazio presso il CIOFS fp Lazio, per il quale progetterà alcuni anni didattici. E dal 2010 al 2014 è docente presso la Scuola di Fotogiornalismo e Cinema Pigrecoemme di Napoli patrocinata dalla Regione. Dal 2011 ha istituito la Borsa di Studio Graffiti intitolata al grande Fotoreporter Rolando Fava e dedicata al reportage sociale, che ha visto, negli anni, come giurati il fotoreporter dell’Agenzia Magnum Paolo Pellegrin e il Maestro Gianni Berengo Gardin. Collabora con vari Istituti di Cultura Italiani all'estero. Nel 2003 l’Istituto Italiano di Cultura di Barcellona lo invita ad esporre la mostra fotografica sui Rom con cui la sua Agenzia Graffiti Press, nel 2002, ha vinto il prestigioso World Press Photo, e l’anno successivo ad esporre una sua personale sul Carnevale di Venezia. Nel 2011 viene invitato dall'Istituto Italiano di Cultura di Lima ad esporre la mostra Immigrazione e Religione a Roma. Nel 2012 viene invitato in Perù a Lima nel prestigioso Museo de la Nation ad esporre il suo lavoro su I Grandi Maestri del Cinema Italiano alla presenza del Ministro della Cultura del Perù dell’ambasciatore italiano e del Direttore dell’Istituto di Cultura. Inizia la collaborazione con Operazione Mato Grosso e l’Università Uladesch realizzando, con Emiliano Pinnizzotto, in vari anni laboratori di fotografia a Chacas sulla Cordigliera delle Ande per i ragazzi peruviani e i volontari italiani della Ong. Realizza per l’AMNIL nel 2012 una campagna pubblicitaria contro l’amianto, Asbestus Free presentata prima al Senato della Repubblica e poi in Provincia di Roma. Nel 2013 progetta e realizza per il IX Municipio di Roma il primo Festival di Fotogiornalismo “Quotidiano Donna” dedicato alle fotografie di Luisa Di Gaetano e Gabriella Mercadini. E sempre nello stesso anno è chiamato dall'Istituto Italiano di Cultura di Lima ad esporre la mostra Perù, tan lejos - tan cerca, costruita con le immagini realizzate durante la documentazione delle attività di Operazione Mato Grosso.
Nel 2015 è chiamato dalla Presidenza della Repubblica a tenere al Quirinale una master class sulla storia del Reportage fotografico dalla sua nascita ai nostri giorni, i fotografi più rappresentativi, le tecniche di ripresa usate, i vari linguaggi estetico compositivi, l’editing e l’utilizzo dei reportage sui quotidiani e sui magazine. Inizia anche la collaborazione con La Feltrinelli per organizzare lezioni sulla fotografia nelle varie sedi rivolto ai numerosi clienti abituali delle librerie allo scopo di coinvolgerli in un percorso culturale che li porti a comprendere meglio anche l’offerta dei volumi fotografici presenti nelle librerie. Sempre nel 2015, in collaborazione con il XII Municipio di Roma, progetta e realizza la Borsa di Studio dedicata a Simone Camilli che è stato un reporter italiano rimasto ucciso nell'esplosione di una bomba a Beit Lahia, uno dei sette giornalisti morti durante il conflitto nella Striscia di Gaza e uno dei 71 uccisi nel mondo nel 2014.
Gianni Pinnizzotto, appassionato di Jazz, fotografa soprattutto i suoi idoli Miles Davis, McCoy Tyner, Sonny Rollins, Elvin Jones, Dizzy Gillespie, Ray Charles, Chet Baker, Ornette Coleman e molti altri. Le straordinarie immagini, riprese spesso a distanza ravvicinata o in camerino o come nel caso di Ray Charles, in esclusiva, sono state oggetto di esposizioni dal titolo Jazz Black Music in mostra al Museo Pigorini e a La Feltrinelli Galleria Alberto Sordi dove all'inaugurazione era presente l’allora Presidente della Ferrari Luca Cordero di Montezemolo.
Profondo conoscitore del cinema italiano d’autore e grande appassionato, ha avviato il progetto I Grandi Maestri del Cinema italiano, che vuole essere un omaggio a quei grandi maestri, alcuni purtroppo oramai scomparsi, che hanno fatto conoscere ed apprezzare il grande cinema italiano all'estero. La linea guida è quella di ritrarli nei luoghi in cui vivono, lavorano o che amano di più, senza l’ausilio di luci accessorie ma mantenendo il più possibile l’atmosfera presente. Il bianco e nero è il linguaggio predominante, linguaggio che immediatamente riporta alla straordinaria stagione del neorealismo cinematografico italiano. Il tentativo è quello di far rivivere attraverso l’espressività dei ritratti quei momenti di creazione dei grandi capolavori, che sono ancora oggi un punto di riferimento per tutto il cinema italiano e non solo. Tra i grandi Maestri incontrati e fotografati: Mario Monicelli, Ettore Scola, Franco, Paolo e Vittorio Taviani, Carlo Lizzani, Silvano Agosti, Luciano Emmer, Lina Wertmuller, Giuliano Montaldo, Citto Maselli, Luigi Magni, Pasquale Squitieri, Ugo Gregoretti, Ruggero Deodato, Pupi Avati, Michele Placido.

## Stile fotografico
Ritiene che la fotografia sia principalmente informazione. Anche una singola foto è informazione, racconta ad un attento “lettore” luoghi, usi, costumi, epoche, storie di vita vissuta. Il reportage è la specializzazione della fotografia più attinente all'informazione.
Lo stile fotografico che maggiormente lo rappresenta è il reportage antropologico in grado di mostrare, attraverso l’utilizzo di un proprio linguaggio estetico e spesso con l’uso del bianco e nero, le condizioni di vita di popolazioni attraversate da guerre, devastazioni, privazioni, causate dall'uomo o dalla natura e la loro reazione a tutto ciò. Il reportage è un racconto fotografico composto da una (molto raramente) o più immagini, attraverso le quali si cerca di vedere, capire e documentare ciò che ci circonda, sotto i nostri occhi o a migliaia di chilometri di distanza, lo scopo resta quello di raccontare singole storie. Profondo conoscitore dei grandi fotografi del ‘900 ha sempre apprezzato la loro grande capacità di rendere la fotografia non solo un mezzo di registrazione visiva ma a volte arte, a volte informazione, a volte sperimentazione, a volte tutte queste cose insieme.
Questi maestri traducevano sempre un pensiero in un’immagine fotografica prima negativa poi positiva e in tutte e due intervenivano per sottolineare e così rendere più comprensibile la propria idea. Dopo il pensiero, la scintilla iniziale, decidevano il punto di presa, avvicinandosi o allontanandosi, spostandosi di lato o perfino dietro, sceglievano la focale con la quale realizzare lo scatto, il tipo di pellicola (per dimensione, sensibilità, bianco e nero o colore, negativa o diapositiva), misuravano la corretta esposizione che avrebbe creato un negativo della massima stampabilità. Ma sempre tenevano conto di uno dei fattori più importanti nella realizzazione di una fotografia: la qualità della luce. La direzione di provenienza, la natura della stessa, naturale o artificiale, a volte sceglievano di usare un lampo, il flash, per illuminare totalmente o come luce d’appoggio per schiarire le ombre, ne constatavano la durezza o la morbidezza, l’angolo d’incidenza nei confronti del soggetto principale, valutavano attentamente le ombre, in grado di generare una visione complementare nell'osservatore tale da rafforzare il racconto del fotografo.
Anche i grandi artisti della storia della pittura devono essere oggetto di studio per valutare come hanno ideato e composto le loro magnifiche opere. Basti pensare a Michelangelo Merisi da Caravaggio, il “pittore della luce” che, con un’abilità straordinaria non solo nella tecnica pittorica ma anche nella costruzione e nella narrazione, utilizza i forti raggi di luce o le ombre fino al buio per esprimere il significato simbolico del dipinto. L’illuminazione della scena è un chiaroscuro nel suo splendore, crea fortissimi contrasti delineando così i personaggi, rendendoli tridimensionali, staccandoli dalla tela e la forte direzionalità della luce stessa guida l’occhio nella lettura e compatta la composizione mentre tutto ciò che non è importante finisce nell'ombra così da non distrarre la visione. Oltre la grande pittura anche il grande cinema può aiutare a comprendere come la qualità dell’illuminazione sia uno dei migliori veicoli d’informazione da utilizzare. I film degli anni ‘40 e ‘50 del genere noir sono famosi per la qualità della luce. Una luce tagliata, contrastata, il chiaroscuro, la penombra, il tipico bianco e nero delle pellicole di quegli anni sono esempi spettacolari di narrazione con la luce.
Siamo abituati a considerare una fotografia come una semplice inquadratura. Sbagliato! Una fotografia è informazione. Sicuramente alcune parti dell’immagine sono più importanti di altre, alcune informazioni vogliamo che siano “lette” prima di altre. Una buona composizione serve per raggiungere questo obiettivo. Attraverso la composizione diciamo ai lettori dove guardare, cosa guardare e in che ordine. La composizione deve guidare l’occhio e dirigere l’attenzione in maniera organizzata, deve essere in grado di comunicare il significato che l’autore vuole trasmettere, stratificarlo in modo che resti come guida per la lettura delle immagini successive se si tratta di racconti visivi (reportage).
L’evoluzione della fotografia, specie con l’avvento del digitale, non sfugge al cambiamento radicale della società dove tutto deve essere fatto e consumato in un tempo talmente breve da non lasciare mai spazio a considerazioni su come e perché fare una cosa, a che scopo, a quale fine, per quale uso, a chi servirà, accelerazione che sembra inarrestabile. Occorre invece acquisire la coscienza “del guardare”, capire il motivo che ci spinge a fotografare, studiare la scena e infine anche scattare meno, evitando così di realizzare immagini inutili e ripetitive.
Oggi purtroppo molti fotografi lavorano in maniera istintiva. Grazie all'ausilio della tecnologia digitale possono guardare l’immagine scattata immediatamente sul visore della fotocamera, pensando di poterla ripetere, finché non viene bene. Questa ormai non è più una cattiva abitudine ma sempre di più una prassi normale, almeno tra i fotoamatori. Riflettendo, però, la capacità di pensare prima dello scatto spesso non solo determina la differenza tra una buona foto e una mediocre, ma pianificare la composizione e scegliere la luce migliore, più adatta alla nostra narrazione, fa sicuramente la differenza tra una foto compiuta e una che rimane illeggibile, priva di significato certo, anonima, banale. Le persone che si avvicinano alla fotografia oggi, spesso sono convinte che la composizione sia solo uno dei tanti modi per rendere più gradevoli le immagini che scattano e che buona parte di questo lavoro potrà essere fatto in un secondo momento in postproduzione con programmi specifici o banali filtri fotografici. Non c’è nulla di più sbagliato. Per questo motivo la filosofia editoriale della Graffiti tende a privilegiare proprio una postproduzione non invasiva. Su questo principio cardine ha recentemente progettato tre Master di Fotografia nell'ambito dell’offerta formativa della Scuola Graffiti: il Master di Estetica dell’Immagine e Composizione Avanzata, il Master Luce come Narrazione, e il Master di Photo Editing da cui sono stati realizzati libri e mostre anche con le opere degli allievi.

## Attività espositiva
Curatore e/o Autore, Direttore Artistico di mostre personali e collettive:
- 1985: Barcellona, Biennale Giovani, “America Centrale” (Autore);
- 1986: Roma, Campidoglio, Sala Protomoteca, “Essere Barboni a Roma” (Autore);
- 1987: Parigi, in collaborazione con la Maison d’Italie “Essere Barboni a Roma” (Autore);
- 1991: L’Avana, Il Morro, in occasione della Triennale Internazionale di Fotografia “Essere Barboni a Roma” (Autore);
- 1992: Roma, Sala Espositiva Graffiti, “India, Sguardi” (Mostra personale);
- 1993: Civitavecchia, Centro Culturale Villa Albani, “Una speranza di pace” (Mostra personale e Convegno Internazionale);
- 2002: Roma, Museo Nazionale Preistorico Etnografico “Luigi Pigorini”,  “India - impatti visivi” (Autore, Direzione Artistica e Curatore Mostra);
- 2003: Genova, Museo di Santagostino e La Feltrinelli “Palestinesi - scene di vita quotidiana” (Autore e Direzione Artistica);
- Dal 2003 al 2008 (anno della chiusura) progetta e dirige la rassegna “IMAGO” con mostre di fotografi emergenti presso la Galleria FOTOROMA (Autore, Direzione Artistica e Curatore Mostra)
- 2004: Barcellona, in collaborazione con l’Istituto Italiano di Cultura di Barcellona sul Carnevale di Venezia (Mostra personale);
- 2004: Roma, Provincia di Roma Palazzo Valentini,“The Land of Palestine” (Autore, Direzione Artistica e Curatore Mostra);
- 2005: Betlemme, Peace Center, “The Land of Palestine” (Autore, Direzione Artistica e Curatore Mostra);
- 2006: Gerusalemme, Pontifical Institute “Nottre Dame”, “Children of Holy Land” (Autore, Direzione Artistica e Curatore Mostra);
- 2007: Buenos Aires, Centro Borges, in collaborazione con l’Istituto Italiano di Cultura di Buenos Aires “Immigrazione e Religione a Roma” (Autore, Direzione Artistica e Curatore Mostra);
- 2008: Roma, Museo Nazionale Preistorico Etnografico “Luigi Pigorini”, in occasione del FotoGrafia Festival Internazionale di Roma, “Uno sguardo sulle strade dell’Asia - Seguendo le orme di Tiziano Terzani e Federico Rampini” (Autore, Direzione Artistica e Curatore Mostra);
- 2008: Roma, La Feltrinelli Galleria Alberto Sordi,“Uno sguardo sulle strade dell’Asia - Seguendo le orme di Tiziano Terzani e Federico Rampini” (Autore, Direzione Artistica e Curatore Mostra);
- 2008: Cassano delle Murge, Biblioteca comunale, “Uno sguardo sulle strade dell’Asia - Seguendo le orme di Tiziano Terzani e Federico Rampini” (Autore, Direzione Artistica e Curatore Mostra);
- 2009: Fiesole, Vescovato, “Gioventù negata - essere bambini ad Odessa e Palestina” di autori vari (Autore, Direzione Artistica e Curatore Mostra);
- 2010: Roma, Centro per gli Immigrati del Comune, “Immigrazione e Religione a Roma” inaugurata dall'allora Sindaco di Roma Walter Veltroni (Direzione Artistica e Curatore Mostra);
- 2010: Roma, Museo Nazionale Preistorico Etnografico “Luigi Pigorini”, in occasione della Festa Europea della Musica 2010, “JAZZ - Black Music” (Mostra personale);
- 2010: Roma, La Feltrinelli Galleria Alberto Sordi, “In Viaggio” (Direzione Artistica e Curatore Mostra);
- 2010: Roma, Circolo degli Artisti, “Effetti Collaterali” (Autore, Direzione Artistica e Curatore Mostra);
- 2011: Roma, Museo Nazionale Preistorico Etnografico “Luigi Pigorini”, “Khumb Mela - Il viaggio dell’anima” (Autore, Direzione Artistica e Curatore Mostra);
- 2011: Roma, La Feltrinelli Galleria Alberto Sordi, “SUONI” di Antonio Mazzarella (Direzione Artistica e Curatore Mostra);
- 2011: Lima, Cattedrale, in collaborazione con l’Istituto Italiano di Cultura di Lima, “Il Dio degli Altri - Immigrazione e Religione a Roma” (Autore, Direzione Artistica);
- 2012: Lima, Sala Paracas del Museo de la Naciòn, in collaborazione con l’Istituto Italiano di Cultura di Lima, “I Grandi Maestri del Cinema Italiano” (Mostra Personale);
- 2012: Roma, Galleria Minima, “Imam a Tor Pignattara” di Marco Casini e “39.87° - 9.23°” di Laura Montanari - vincitori della Borsa di Studio Graffiti “Rolando Fava” (Autore, Direzione Artistica e Curatore Mostra);
- 2014: Brasile, San Paolo, MIS (Museo dell’Immagine e del Suono),  in occasione del Festival del Cinema Italiano in Brasile e in collaborazione con l’Istituto Italiano di Cultura di San Paolo, “I Grandi Maestri Del Cinema Italiano” (Mostra personale);
- 2014: Lucca, Palazzo Ducale, in occasione della Giornata ONU per la Palestina, “Effetti Collaterali” (Autore, Direzione Artistica e Curatore Mostra);
- 2014: Ferentino, Palazzo Martino Filetico, in occasione della Ferentino Foto Festival, “Effetti Collaterali” (Autore, Direzione Artistica e Curatore Mostra);
- 2014: Roma, Museo Nazionale Preistorico Etnografico “Luigi Pigorini”, “PERÙ -  tan lejos, tan cerca” (Autore, Direzione Artistica e Curatore Mostra);
- 2015: Roma, il Museo Nazionale di Arte Orientale “Giuseppe Tucci”, Sala del Sud-Est Asiatico acquisisce foto sulla Birmania, Cambogia e Thailandia (Foto);
- 2015: Lima, Galleria Mario Sironi, in collaborazione con l’Istituto Italiano di Cultura di Lima, “PERÙ -  tan lejos, tan cerca” (Autore, Direzione Artistica e Curatore Mostra);
- 2017: Roma, Museo Nazionale Preistorico Etnografico “Luigi Pigorini”, “IMAGO”: tre mostre fotografiche in un'unica grande rassegna: “Mongolia - Taccuino di silenzi” di Paolo Sollazzo - “Antarctica” di Paolo Beltrame, “Luce come narrazione” di autori vari (Direttore Artistico e Curatore Mostra);

## Premi e riconoscimenti
- World Press Photo. Nel 2002 il fotografo Pietro Di Giambattista su commissione di Gianni Pinnizzotto e dell’Agenzia GRAFFITI PRESS invia una selezione di ritratti facenti parte del progetto Nomadi, iniziato in sordina l’anno precedente, e vince il terzo premio del World Press Photo.
- Come Direttore Artistico ed Editore dei libri fotografici Graffiti ha vinto numerosi premi internazionali tra cui: C2A Creative Communication Award: 2024, 2023, 2019, Budapest International Foto Awards: 2024, 2023, 2022, 2021, 2019 - Prix de la Photographie Paris: 2024, 2023, 2022, 2021, 2018, 2017 e 2013 - Moscow International Foto Awards: 2021, 2018, 2017 e 2016, Tokyo International Foto Awards: 2024, 2023, 2022, 2021, 2020 e 2016, International Photo Awards: 2024, 2023, 2022, 2021, 2016 e 2013 - International Design Awards: 2017 e il Premio Orvieto Fotografia 2006.